# Perrache (quartier de Lyon)
Pour les articles homonymes, voir Perrache.
Perrache est un quartier historique du sud de la presqu'île à Lyon, aujourd'hui secteur Sud du 2e arrondissement de la ville.
L'ensemble du centre d'échanges de Perrache (construit dans les années 1960), de la gare de Perrache (XIXe siècle), et sa position géographique stratégique dans la ville de Lyon, à la jonction des autoroutes A6 et A7, font du quartier de Perrache l'un des principaux centres d'échanges, ou pôle d'échanges, de l'agglomération lyonnaise et de la région Auvergne-Rhône-Alpes.

## Situation
Le quartier est entouré par la Saône et le Rhône. Il englobe parfois les quartiers « derrière Perrache », à savoir Sainte-Blandine et le secteur Verdun-Suchet qui sont coupés du reste de la Presqu'île par la gare et le centre d'échanges homonymes. 
Au sud, le quartier Perrache au sens large est bordé par le quartier de la Confluence, ou au sens restreint par le quartier de Sainte-Blandine. C'est un espace de vie social et non administratif. Il ne comporte pas de limites officielles et se trouve même à cheval sur la limite de deux conseils de quartiers.

## Histoire

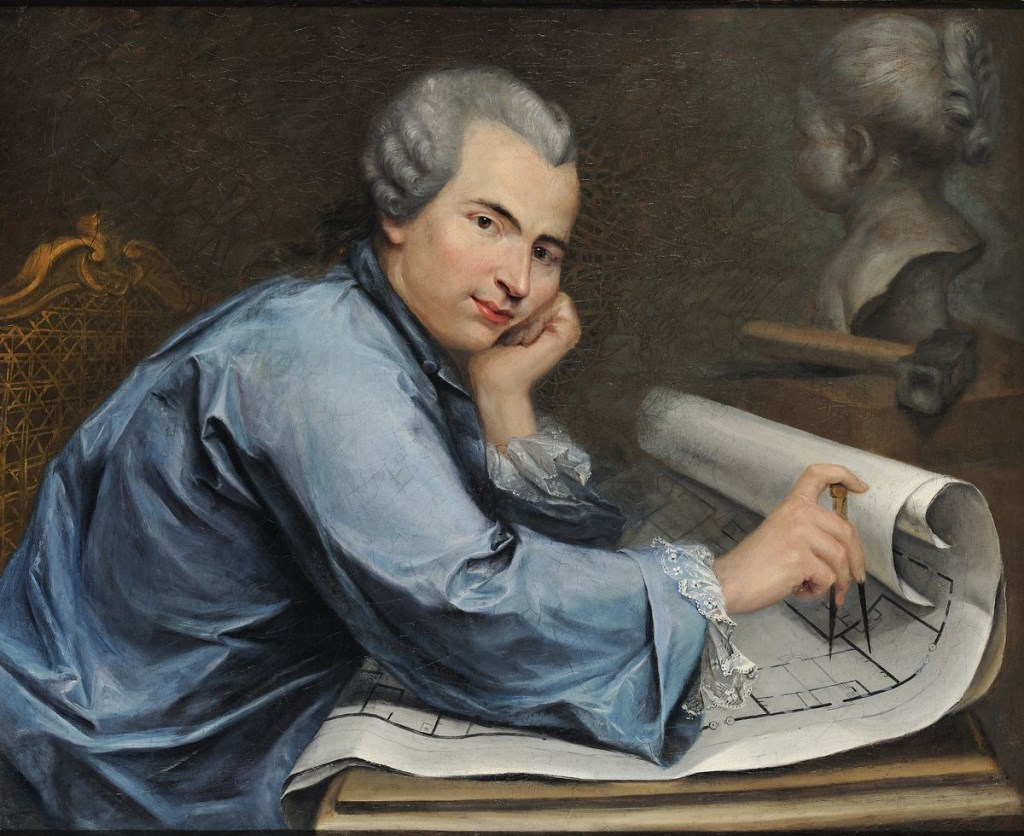
Antoine Michel Perrache.

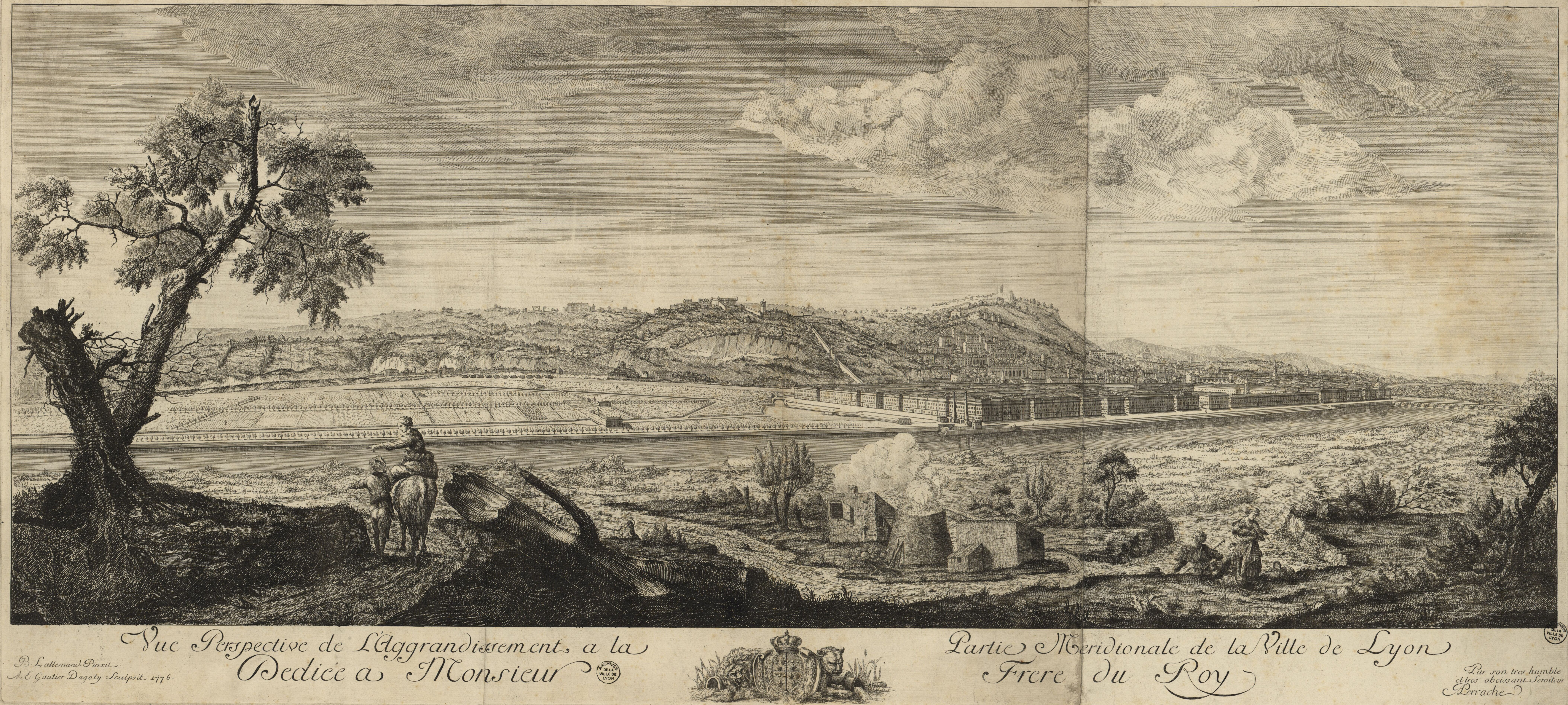
Estampe représentant le projet initial d'Antoine Michel Perrache en 1775.

Le quartier doit son nom à Antoine Michel Perrache, qui entreprend d'aménager le confluent Rhône-Saône et de le repousser vers le sud. Les travaux de comblement et d'assainissement des terrains, anciennement marécageux, sont réalisés à l'initiative de Pierre-Marie Taillepied de Bondy, préfet du Rhône de 1809 à 1814. Ces travaux d'agrandissement sont destinés à créer de nouveaux terrains disponibles à la construction, gagnés principalement sur le fleuve au tracé aléatoire selon  le coude effectué, la ville de Lyon étouffant dans ses enceintes historiques. Une partie de ces nouveaux terrains sont lotis (le quartier d'Ainay, jusqu'au cours de Verdun). Cependant le site subit la concurrence d'autres opérations : celle des Brotteaux de Morand, mais surtout la vente des terrains de l'Église au moment de la Révolution, qui aboutit à l'urbanisation des pentes de la Croix-Rousse et de Fourvière.
En 1805, Napoléon Ier achète un lot pour y faire construire un palais impérial. La guerre épuisant le budget de l'État, ce palais ne voit jamais le jour. On construit finalement une gare d'eau accessible par la Saône pendant la première moitié du XIXe siècle sur ces terrains .
Coïncidant, au début du XIXe siècle, avec la première révolution industrielle en France, l'émergence de ces vastes terrains fait rapidement de Perrache un quartier à vocation industrielle, les industries polluantes étant ainsi rejetées à l'écart du centre-ville.
La mise en place de la ligne de chemin de fer Saint-Étienne à Lyon, par la Compagnie du chemin de fer de Saint-Étienne à Lyon, sous l’initiative de Marc Seguin notamment, donnera son véritable essor à ce quartier, à partir de 1828; Le quartier de « La Mouche » rive droite après le confluent se développe dans la métallurgie des machines et bateaux.
Les premières gares de Lyon (embarcadère de Saint-Étienne, puis gare du Bourbonnais bâties le long du quai Perrache de la Saône traversée) sont construites en 1829 et 1845 par la Compagnie du chemin de fer de Saint-Étienne à Lyon. En 1857, la gare de Perrache est ouverte dans le but d'établir une gare centrale desservant l'ensemble des lignes qui allaient fusionner au sein de la compagnie PLM. Située plus au nord et surélevée, sur un axe est-ouest, elle se dresse comme une barrière en travers de la Presqu'île, malgré les trois voûtes réparties construites au niveau du sol sous les bâtiments pour laisser la circulation libre entre la place Carnot et le secteur industriel au sud. Cette barrière accentue la séparation du quartier du reste de la ville. Cet isolement est illustré par l'expression historique « au-delà des voûtes » utilisée pour désigner Perrache.
Les prisons Saint-Paul et Saint-Joseph y sont construites à partir de 1836.

En plus des industries, le quartier se caractérise par l'habitat ouvrier. Il devient par ailleurs un centre de la prostitution lyonnaise.
La mairie cède à moitié prix une partie de la parcelle Perrache aux HBM, (après l'Exposition internationale urbaine de Lyon de 1914), pour ce qui sera la cité-jardin ouvrière « cité Perrache ». Et les bains douches hygiénistes « ouverts à tous » (Édouard Herriot,sic) doivent être construits dans cet ensemble contrairement à ce que spécifie la Loi Loucheur de 1928 (pas simplement au personnel employé au PLM y est logé).
Le Marché gare de Lyon est projeté en 1938 et réalisé en 1961.
Succédant au tunnel de la Croix-Rousse, dans les années 1970 le percement du tunnel de Fourvière, selon le schéma prévu par l'état, fait déboucher les autoroutes A6 et A7 à proximité immédiate de la gare : un centre d'échanges autoroutier est construit et raccordé à celle-ci, accentuant ainsi la coupure avec le reste de la presqu'île.
Le centre d'échanges comprend de nos jours, sur plusieurs niveaux, une importante gare ferroviaire, une station de tramway desservie par deux lignes, une station de métro, une gare routière (urbaine, départementale et internationale) et des échangeurs autoroutiers.

## Renouveau du quartier
Longtemps dévolu au marché de gros, aux usines et dépôts pour le Nord de la Presqu'île, le secteur au sud du quartier Perrache fait, depuis les années 1990, l'objet d'une vaste opération d'urbanisme, la Confluence, visant à remplacer le tissu industriel et logistique par des zones résidentielles, de commerces et de loisirs.
En 2001, les Archives municipales de Lyon, initialement domiciliées au Palais Saint-Jean dans le 5e arrondissement, s'installent au sud du centre d'échanges, sur ce qui deviendra la place des Archives.
Les prisons Saint-Paul et Saint-Joseph, fermées en 2009, ont été transformées. Le site conserve des éléments anciens, classés Monuments Historiques, mariés à des bâtiments modernes, accueillant désormais le campus de la Faculté catholique, situé auparavant place Bellecour.

Le quartier Sainte-Blandine, lui, fait l'objet d'un réaménagement, vers plus d'espaces verts et de développement durable (mise en BBC du résidentiel, arborisation des rues et dégagements, etc.).

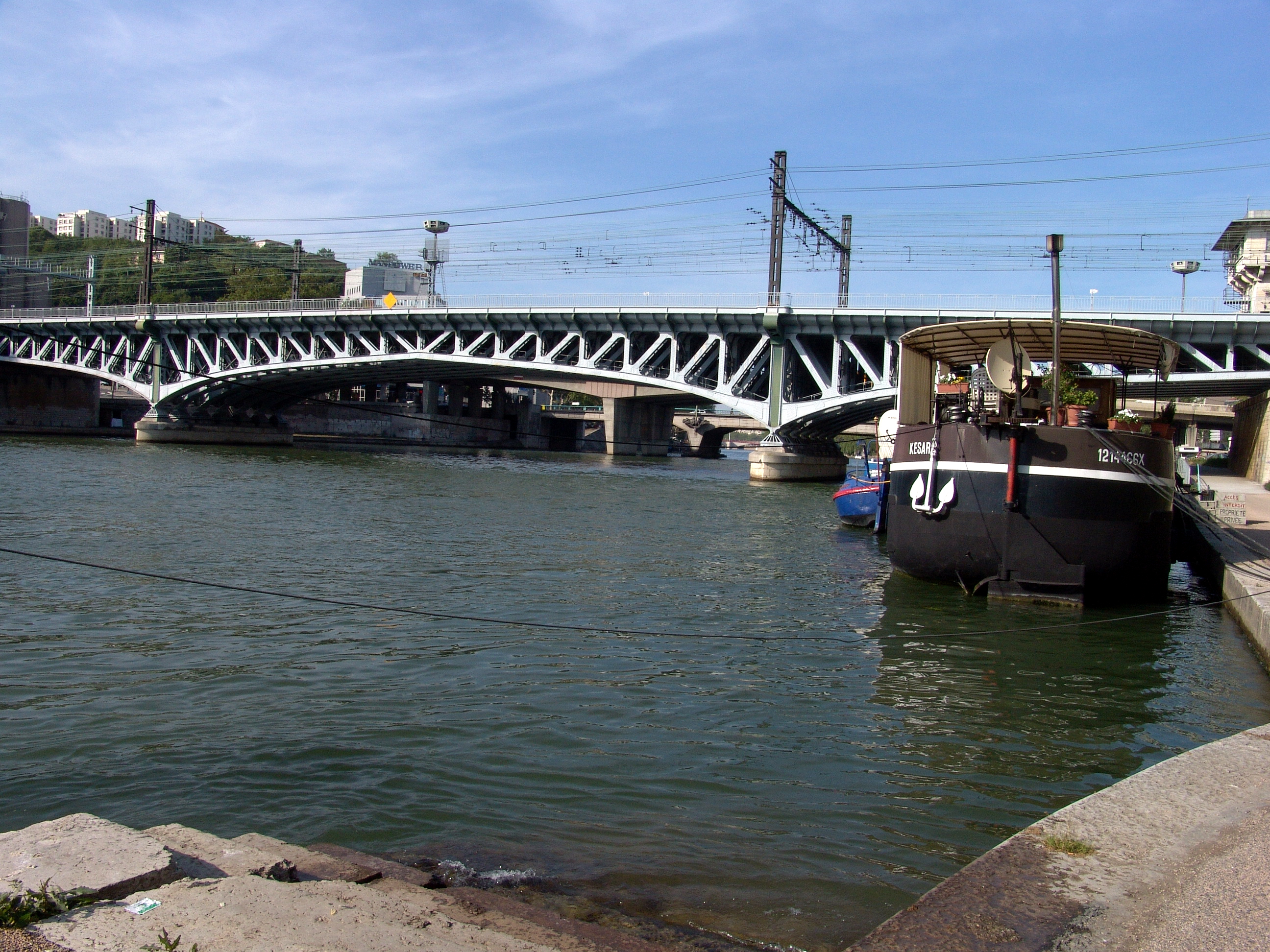
La Saône
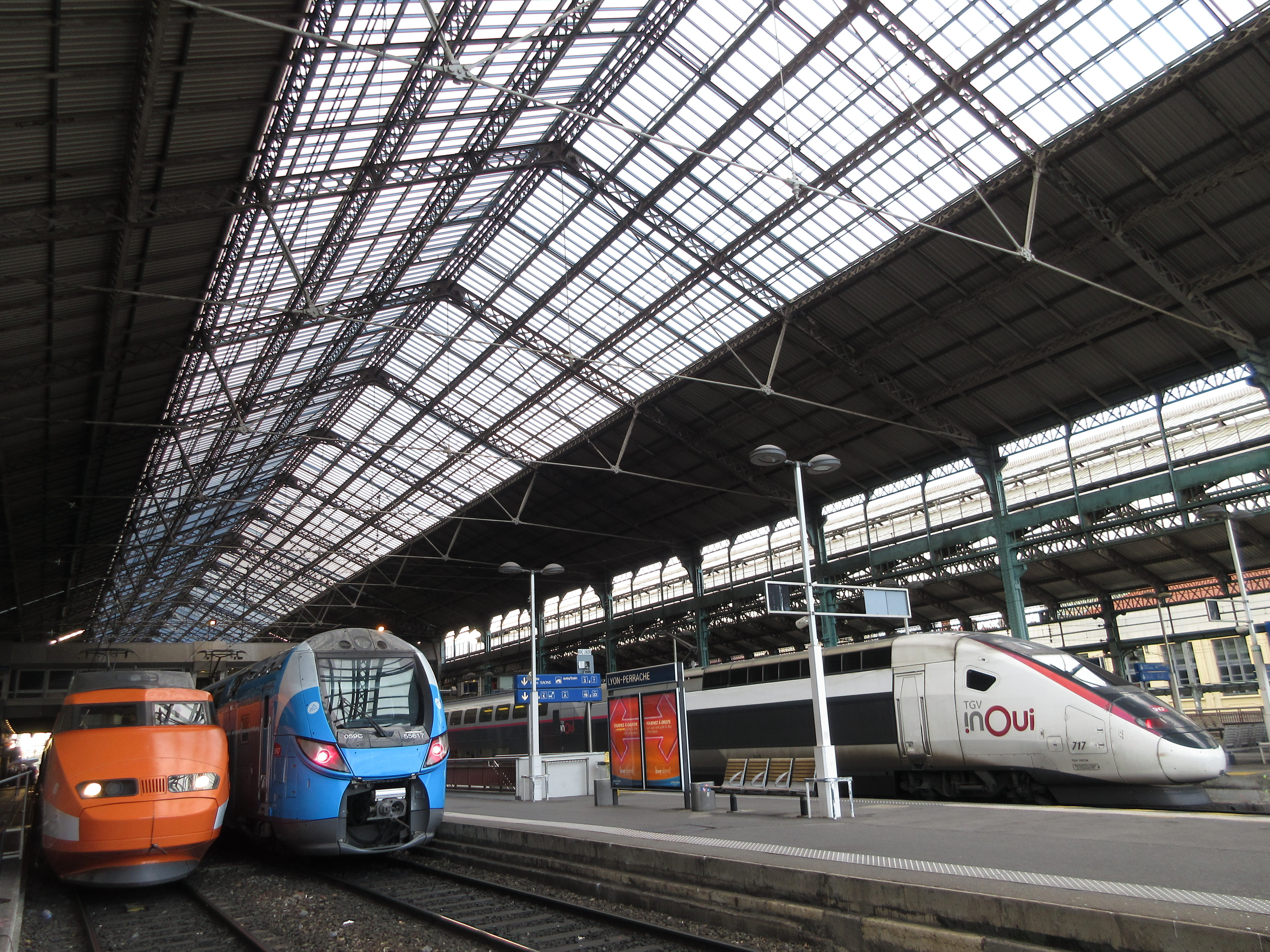
Verrière de Lyon-Perrache
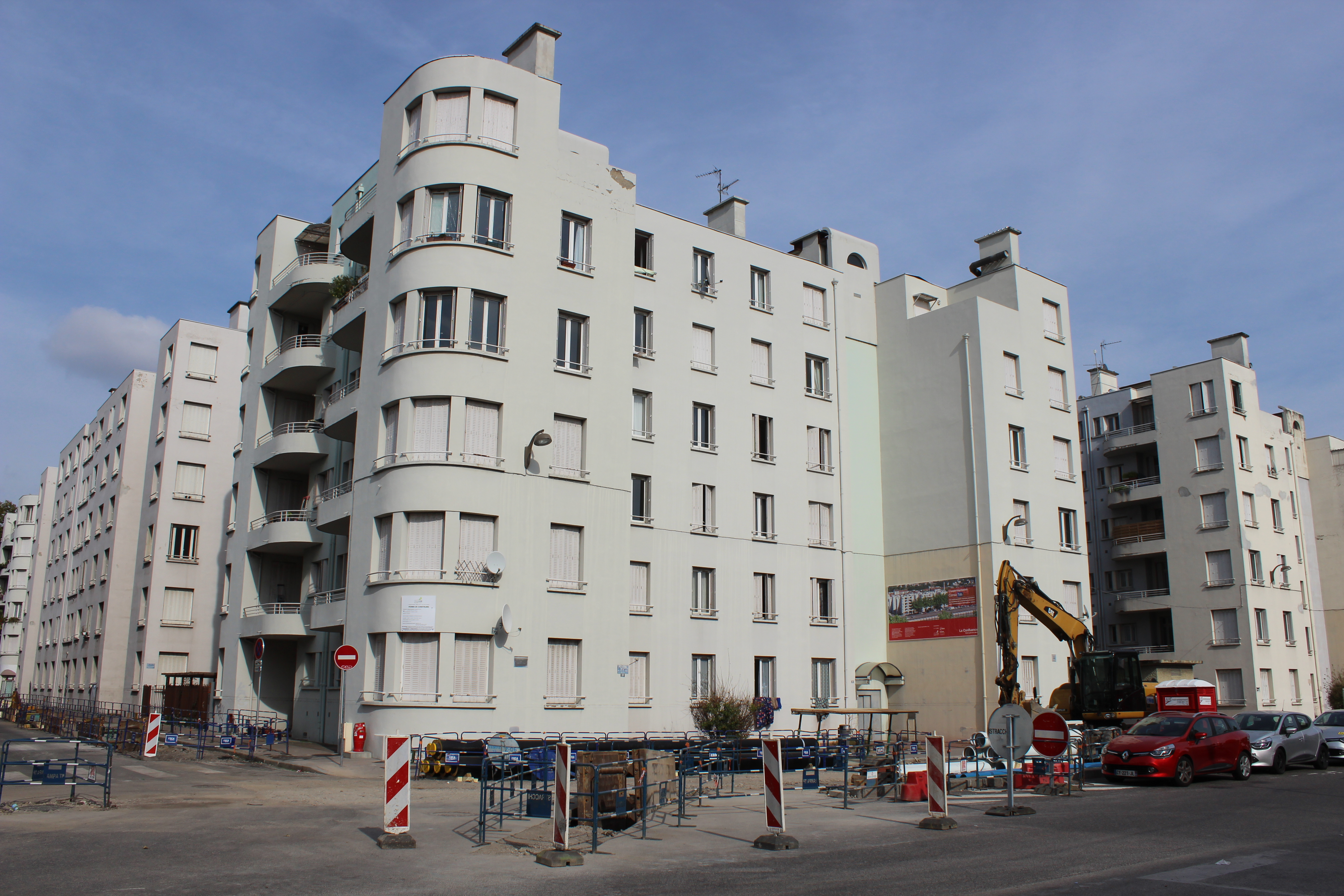
Cité Perrache
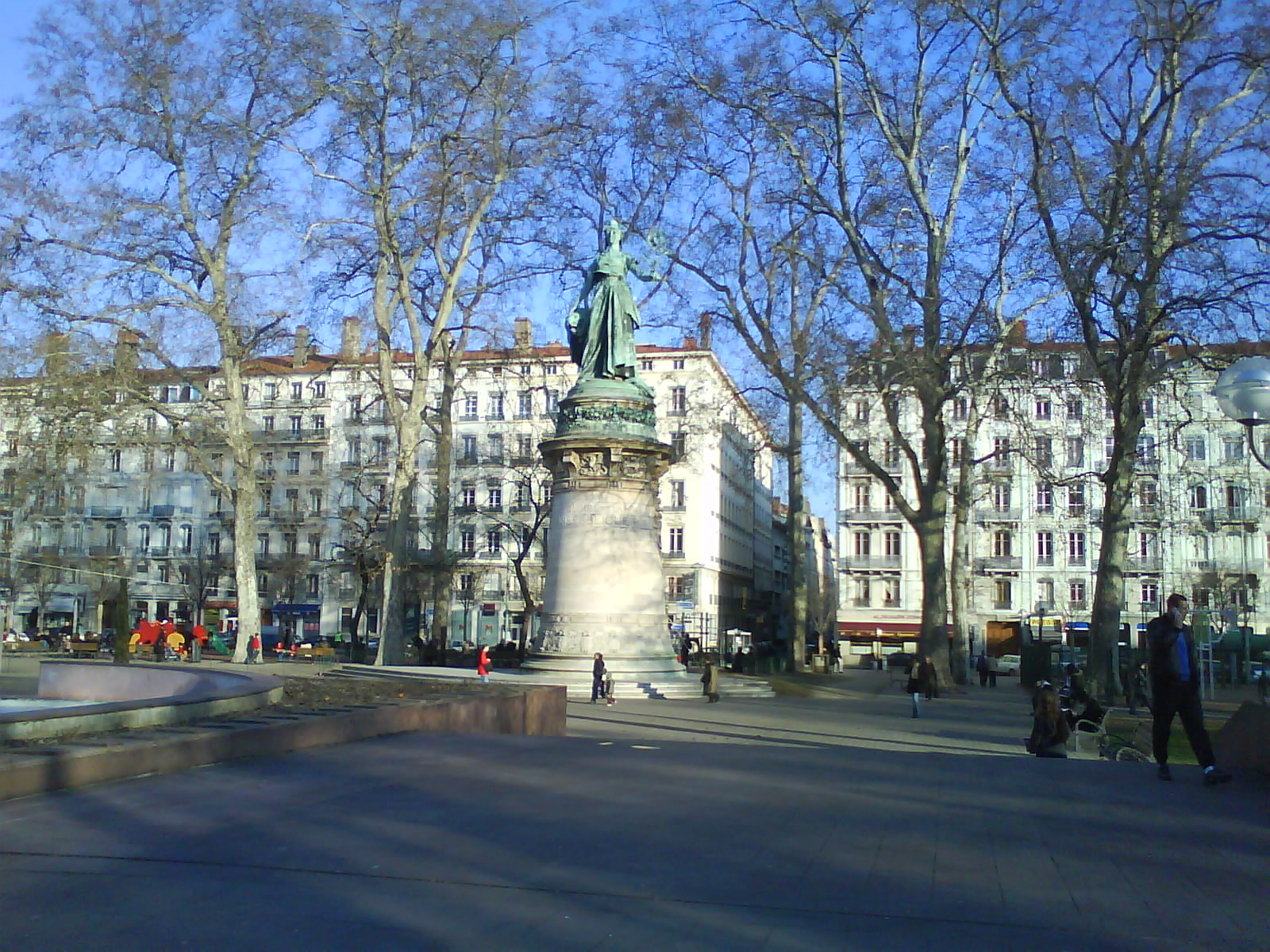
Place Carnot
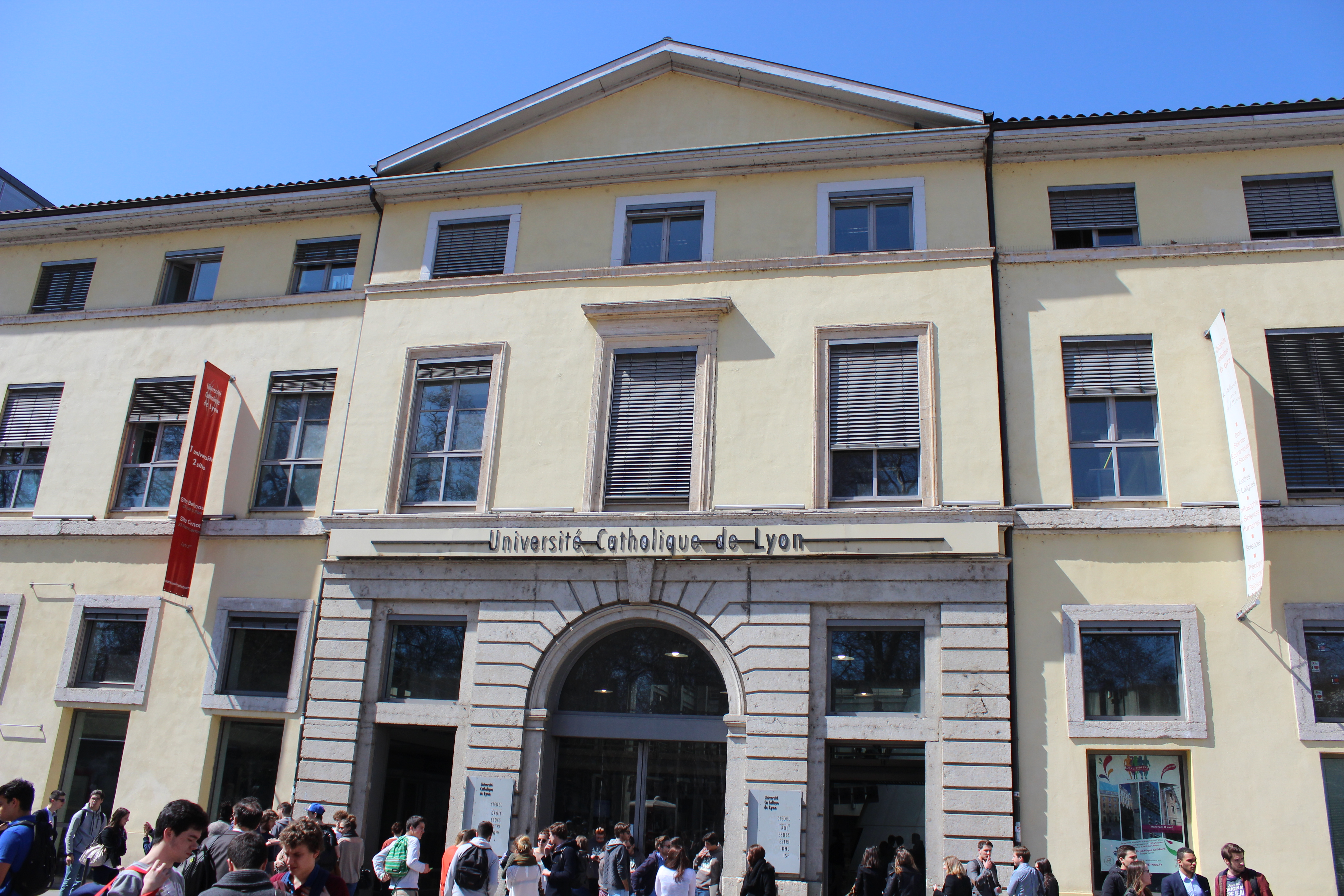
Ancienne caserne Bissuel, place Carnot, Université catholique de Lyon
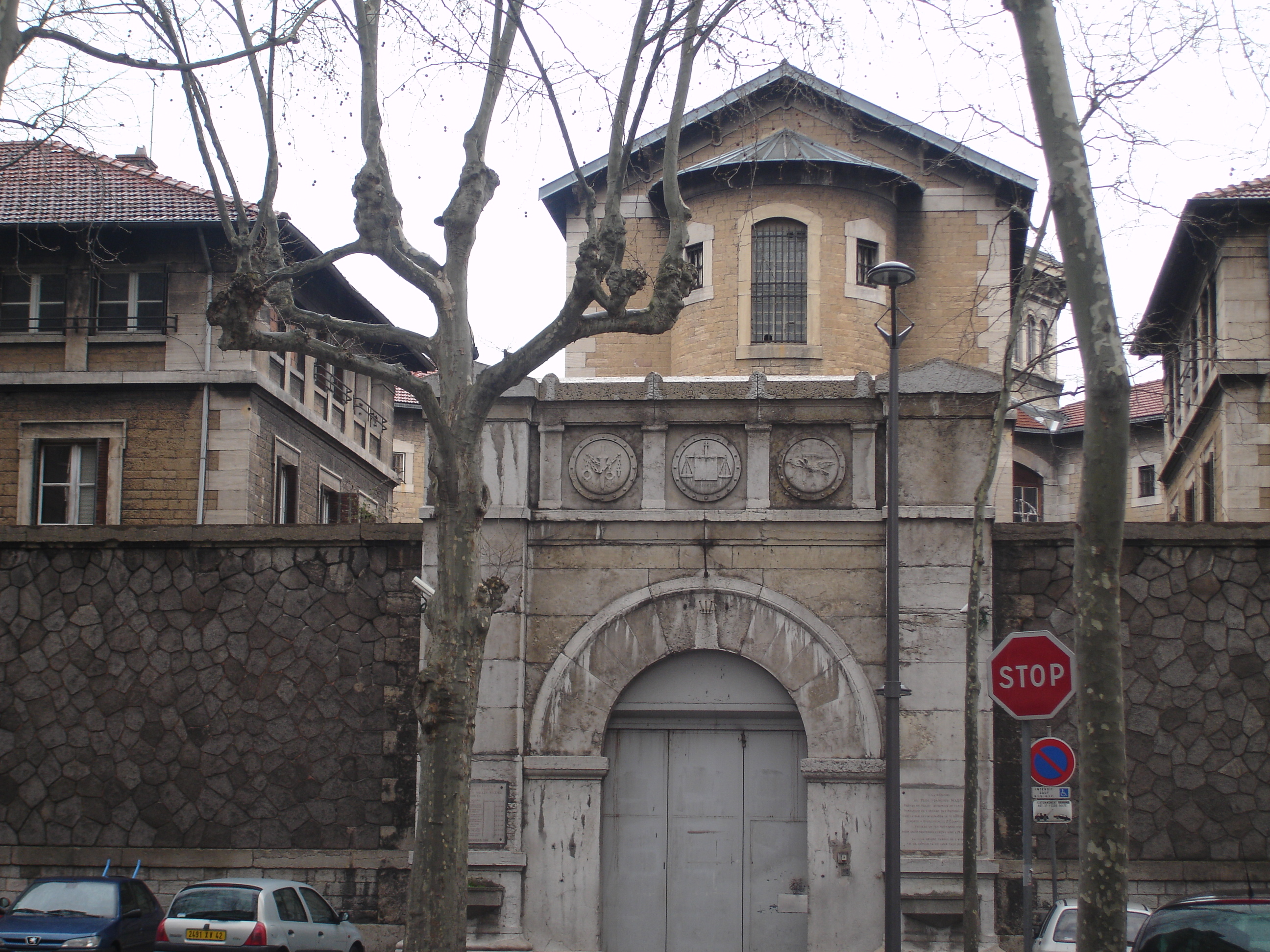
Ancienne prison Saint-Paul, actuellement Université Catholique de Lyon
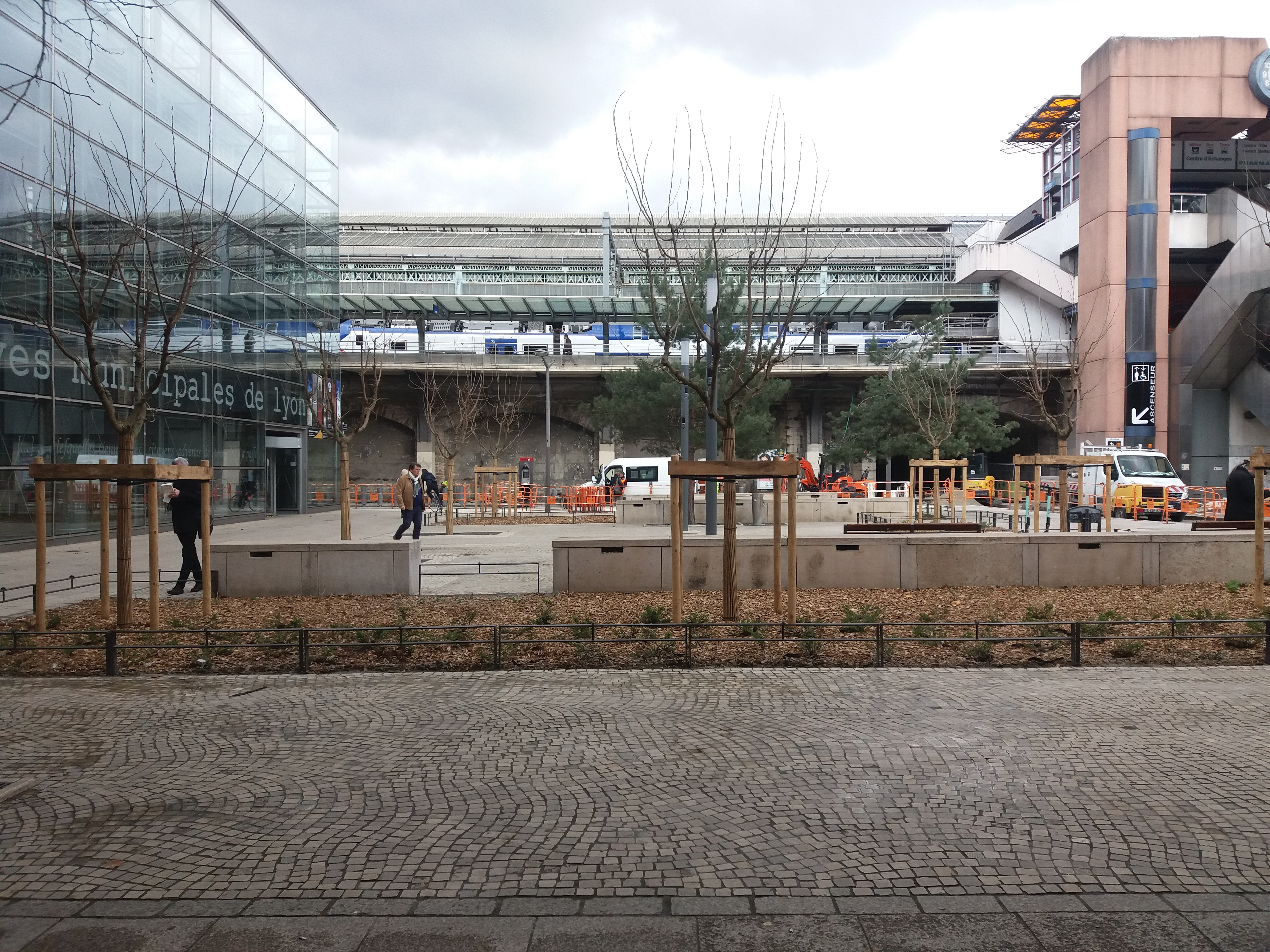
Place des Archives - Archives municipales de Lyon
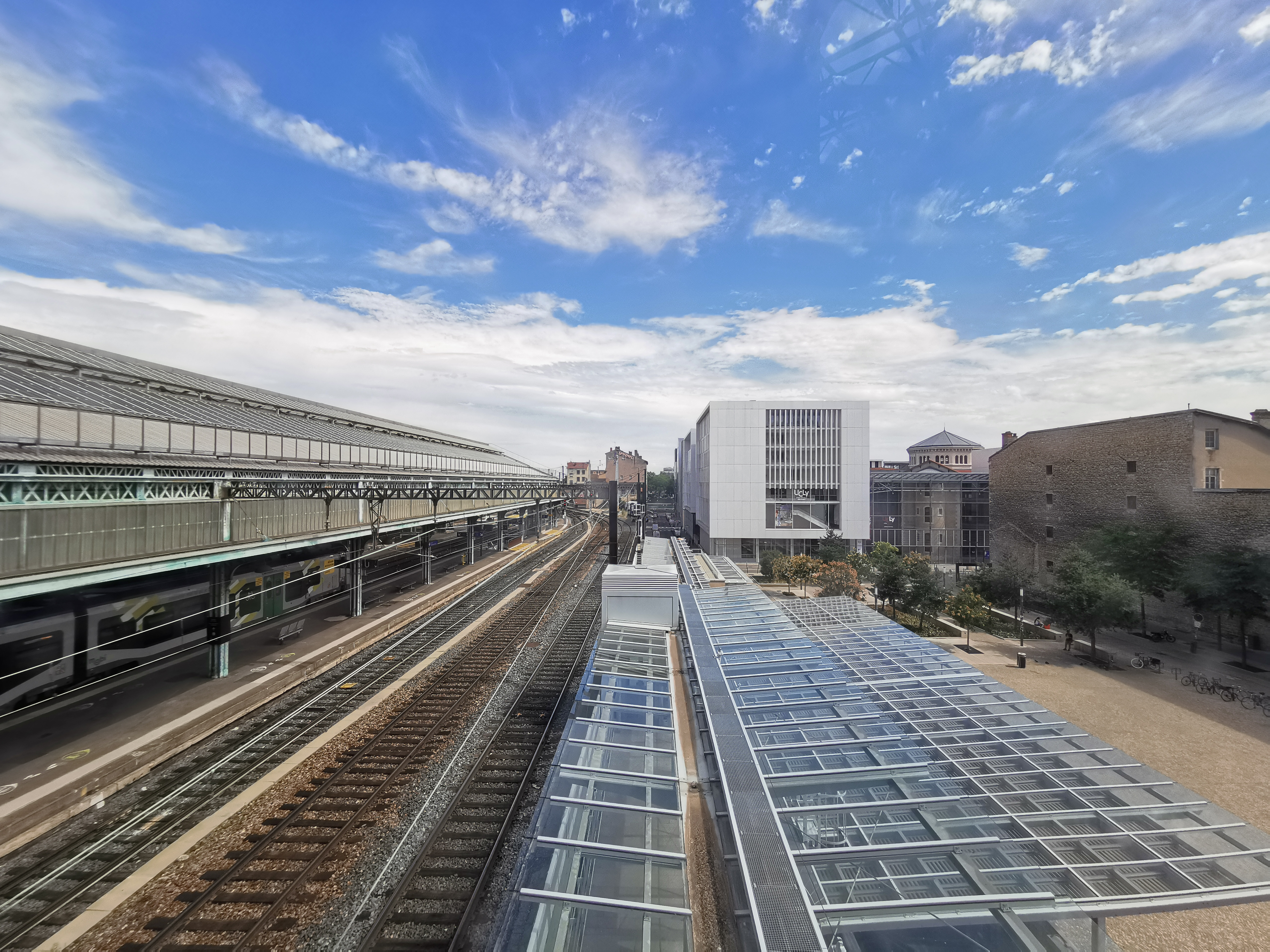
deux quais de Gare Perrache et l'Université catholique de Lyon (UCLY)